# دينيس أوزوالد
دينيس أوزوالد هو محامي سويسري، ولد في 9 مايو 1947 في نوشاتيل في سويسرا.

## وصلات خارجية
- دينيس أوزوالد على موقع الاتحاد الدولي للتجديف (الإنجليزية)
- دينيس أوزوالد على موقع اللجنة الأولمبية الدولية (الإنجليزية)
- دينيس أوزوالد على موقع أوليمبيديا (الإنجليزية)